# Zaire ebolavirus
Zaire ebolavirus — вид вірусів роду Ebolavirus родини філовірусів, який спричинює тяжку однойменну хворобу.

## Назва
Видова назва походить від типового місцезнаходження вид — колишньої держави Заїр (сучасна Демократична Республіка Конго).
Вид був описаний 1998 року як Заїрський вірус Еболи (Zaire Ebola virus). 2002 року його було перейменовано на Заїрський еболавірус (Zaire ebolavirus).

## Поширення
Природний осередок вірусу Ебола, найімовірніше, розташований у вологих лісах африканського континенту. Особливо поширений у Демократичній Республіці Конго, Габоні та Республіці Конго. У ДР Конго часто виникають епідемії хвороби, які спричинює цей вірус. З 1 червня 2020 року в країні зафіксовано 11-у епідемію, яку ВООЗ визначила, як і попередні десять, надзвичайною ситуацією в галузі міжнародної охорони здоров'я з відповідними заходами міжнародного рівня. Станом на 1 вересня 2020 року зареєстровано 110 хворих (з яких у 104 діагноз підтверджено), зафіксовано 47 смертей, летальність 43 %.
Детальніші відомості з цієї теми ви можете знайти в статті Хвороба, яку спричинює вірус Ебола.